# 3978 Klepešta
3978 Klepešta là một tiểu hành tinh vành đai chính với chu kỳ quỹ đạo là 1787.2099216 ngày (4.89 năm).
Nó được phát hiện ngày 7 tháng 11 năm 1983.